# یواس‌اس کاوینگتون (آی‌دی-۱۴۰۹)
یواس‌اس کاوینگتون (آی‌دی-۱۴۰۹) (به انگلیسی: USS Covington (ID-1409)) یک زیردریایی بود که طول آن ۶۰۸ فوت (۱۸۵ متر) بود. این زیردریایی در سال ۱۹۰۸ ساخته شد.